# Kult (banda)
Kult es un grupo polaco formado en 1982 en la base del grupo Poland por Kazik Staszewski.
La música de Kult tiene su origen en el punk, pero tiene elementos de rock, jazz, reggae e incluso poesía. Desde el principio el grupo despunta por sonido muy característico y reconocible y también la voz y las letras provocativas del vocalista Kazik Staszewski. 
Kult adquirió fama de ambiente en los conciertos y remisión no convencional de las canciones. En los años 80 una influencia grande en sus textos tenía interés de Biblia y de doctrinas propagadas por Testigos de Jehová de Staszewski y demás miembros del grupo. Las canciones de Kult atacaban "el sistema" definido como conglomerado de aparato del Estado socialista, Iglesia católica y las tradiciones nacionales. En los años 90 Kult igualmente intensamente atacaba "el nuevo sistema" según él basado en el poder de pseudodemócratas, clericales y grandes corporaciones financieras.
El julio de 1982 tuvo lugar primer concierto del grupo en el club Remont.
El septiembre del 1986 Kult grabó su primer disco. Pero el disco acabó de aparecer el julio del año 1987.

## Miembros
Primeros miembros del grupo:
- Tadeusz Bagan
- Dariusz Gierszewski
- Kazik Staszewski
- Piotr Wieteska

La composición cambiaba durante los años.
Los miembros actuales:
- Wojciech Jabłoński (desde 2008) - guitarra
- Tomasz Glazik (desde 2003) - saxofón
- Tomasz Goehs - batería
- Janusz Grudziński - teclado, guitarra
- Piotr Morawiec - guitarra
- Kazik Staszewski - canto, saxofón
- Jarosław Ważny (desde 2008) - trombón
- Ireneusz Wereński- bajo
- Janusz Zdunek (desde 1998) - trompeta

## Discografía

### Álbumes en studio
- Kult (1987)
- Posłuchaj To Do Ciebie (1987)
- Spokojnie (1988)
- Kaseta (1989)
- 45-89 (1990)
- Your Eyes (1991)
- Tata Kazika (1993)
- Muj Wydafca (1994)
- Tata 2 (1996)
- Ostateczny Krach Systemu Korporacji (1998)
- Salón Recreativo (2001)
- Polígono Industrial (disco) (2005)
- hurra! (2009)
- Prosto (2013)
- Wstyd (2016)
- Wstyd. Suplement 2016 (2016)
- Ostatnia płyta (2021)

### Álbumes en vivo
- Tan (1989)
- MTV Unplugged – Kult (2010)
- Made in Poland (2017)
- Made in Poland II (2017)

### Single
- Piloci/Do Ani (1986)
- 45-89 (singiel) (1990)
- Panie Waldku, Pan się nie boi czyli lewy czerwcowy (1998)
- Komu bije dzwon (1998)
- Gdy nie ma dzieci (1998)
- Dziewczyna bez zęba na przedzie (1998)
- Brooklyńska Rada Żydów (2001)
- Łączmy się w pary, kochajmy się (2001)
- Kazelot (2003)
- Kocham Cię a miłością swoją (2005)
- Pan Pancerny (2006)
- Marysia (2009)
- Karinga – Hurra! Suplement (2010)
- Prosto (2013)
- Dzisiaj jest mojej córki wesele (2016)
- Madryt (2017)
- Wstyd (2017)